# Matthias Antsen
Matthias Antsen (rusă Матиас Анцын) a fost un arhitect rus. Printre principalele sale realizări este proiectatea centrului comercial Gostinîi dvor din Arhanghelsk.